# Grace-Ann Dinkins
Grace-Ann Dinkins (sinh ngày 13 tháng 9 năm 1966) còn được gọi là Gracie-Ann Dinkins hoặc Grace Dinkins, là một vận động viên điền kinh đến từ Hoa Kỳ, thi đấu cho Liberia, quê nhà của cha mẹ cô, trong các nội dung 100 m, 200 m, và 400 m. Trong sự nghiệp thi đấu của mình, cô đã trở thành người giữ kỷ lục cho những khoảng cách ở Liberia.
Dinkins đã thi đấu tại Thế vận hội Mùa hè 1984 cho Liberia trong cuộc đua 100 m. Chỉ mới 17 tuổi vào thời điểm đó, cô đã không thể tiến vào trận chung kết. Cô một lần nữa thi đấu tại Thế vận hội Mùa hè 1996 cho Liberia trong cuộc đua 100 m, nhưng không tiến vào trận chung kết. Cô trở lại để tham gia Thế vận hội Mùa hè 2000 cũng thi đấu cho Liberia trong cuộc đua 100 m, nhưng một lần nữa thất bại để tiến vào trận chung kết.
Một sinh viên tốt nghiệp năm 1987 của Đại học bang California, Dominguez Hills, Dinkins đã nghỉ hưu từ cuộc thi điền kinh và thi đấu năm 2003 nhưng vẫn làm việc chặt chẽ với các đội theo dõi và lĩnh vực Liberia.
Nghề nghiệp giữa và sau Thế vận hội của Dinkins là một bác sĩ phẫu thuật chấn thương tại Trung tâm y tế King-Drew ở Los Angeles, California. Cô đã được giới thiệu trong một tập phim truyền hình thực tế của TLC (nay là Discovery Health Channel) Trauma: Life In The ER với tư cách là một cư dân chính vào năm 1998. Gần đây, cô đã phát biểu tại cuộc họp báo với tư cách là bác sĩ phẫu thuật chấn thương trong cuộc gọi đã đối xử với một trong những nạn nhân của kẻ nổ súng đã tấn công và giết chết hai nhân viên bán vé của Israel cho El Al Airlines tại sân bay LAX năm 2002.